# Synagoge (Przeworsk)

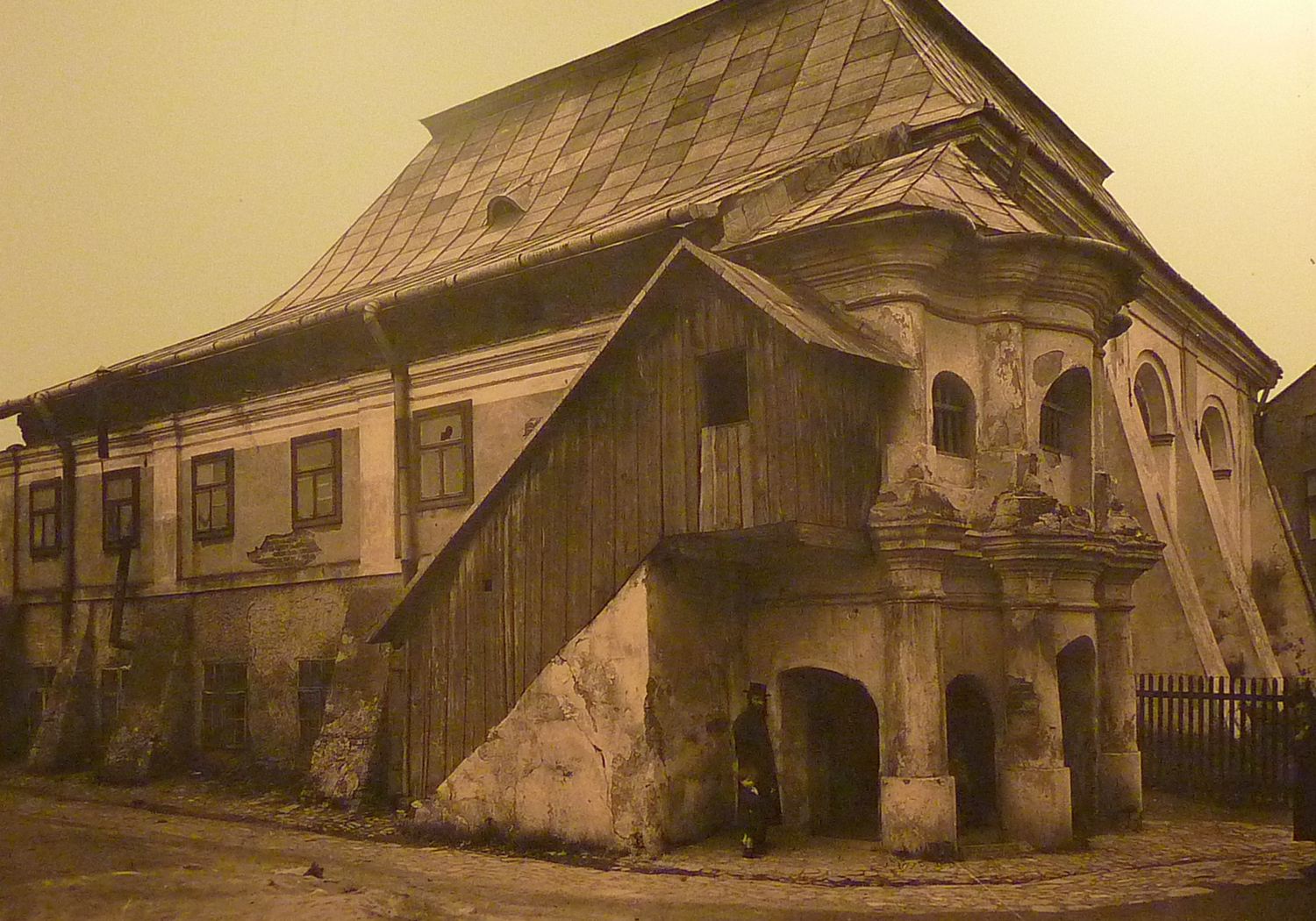
Synagoge in Przeworsk (1934)

Die Synagoge in Przeworsk, einer Stadt in der Woiwodschaft Karpatenvorland im Südosten Polens, wurde im 17. Jahrhundert gebaut und in den ersten Tagen des Zweiten Weltkriegs zerstört.

## Geschichte
Es gibt keine völlig gesicherten exakten Daten zur Bauzeit oder zu einigen Umbauten. Der Bau erfolgte aber sehr wahrscheinlich in den Jahren 1626–1629. Er ersetzte eine ältere Holzsynagoge. Die ursprüngliche Dachform ist nicht bekannt, vermutlich war das Dach aber hinter einer Attika verborgen. Dieses Dach und das Deckengewölbe der Halle wurden wahrscheinlich bei einem Feuer 1761 zerstört; beim nachfolgenden Wiederaufbau wurde dann das gemauerte Gewölbe durch eine hölzerne Kopie ersetzt und ein Mansardwalmdach ersetzte das ursprüngliche Dach.
Ein Vestibül mit dem Frauenraum darüber stammt wahrscheinlich aus der Zeit kurz nach der Fertigstellung der Synagoge. Später, wohl nach dem Brand, wurde ein zweistöckiger offener Vorbau mit einer zwiebelförmigen Kuppel errichtet. Eine Treppe führte in den ersten Stock und von dem in den Frauenraum.
Entlang der Nordwand wurde später ein einfacher zweigeschossiger Anbau angefügt, der unten den Cheder beherbergte und darüber eine Empore für die Frauen.
Bei Umbauten 1927 wurden unter anderem die Kuppel des Vorbaus durch ein kleines Walmdach und die Treppe an der Nordseite durch einen überdachten, hölzernen Treppenaufgang entlang der Westseite ersetzt.
Gleich nachdem deutsche Truppen Przeworsk erreicht hatten, wurde die Synagoge von ihnen am 12. September 1939 in Brand gesteckt und zerstört. Die Überreste des Gebäudes wurden nach dem Krieg beseitigt.

## Architektur
Die Außenwände waren durch Pilaster unterteilt. Dazwischen befanden sich Rundbogenfenster; drei jeweils an der Süd- und an der Nordwand sowie zwei an der Ostwand mit einem weiteren kleineren in der Mitte darüber. Die Pilaster an den Seitenwänden wurden später durch Strebepfeiler verstärkt.
Im Gegensatz zu nahezu allen Synagogen aus dieser Zeit und in dieser Region befand sich der Zugang zum Vestibül nicht im Westen, sondern im Süden. Vom Vestibül führten dann vier Stufen in den tieferliegenden Gebetsraum der Männer. Dieser war 18,20 × 12,40 m groß und 10,00 m bis zur Gewölbespitze hoch. In seiner Mitte stand die Bima zwischen vier Säulen, die über ihr ein baldachinähnliches Dach bildeten. Dieser Typ ist als Stützbima bekannt.
Über den Toraschrein ist nichts bekannt.

## Bilder von der Zerstörung

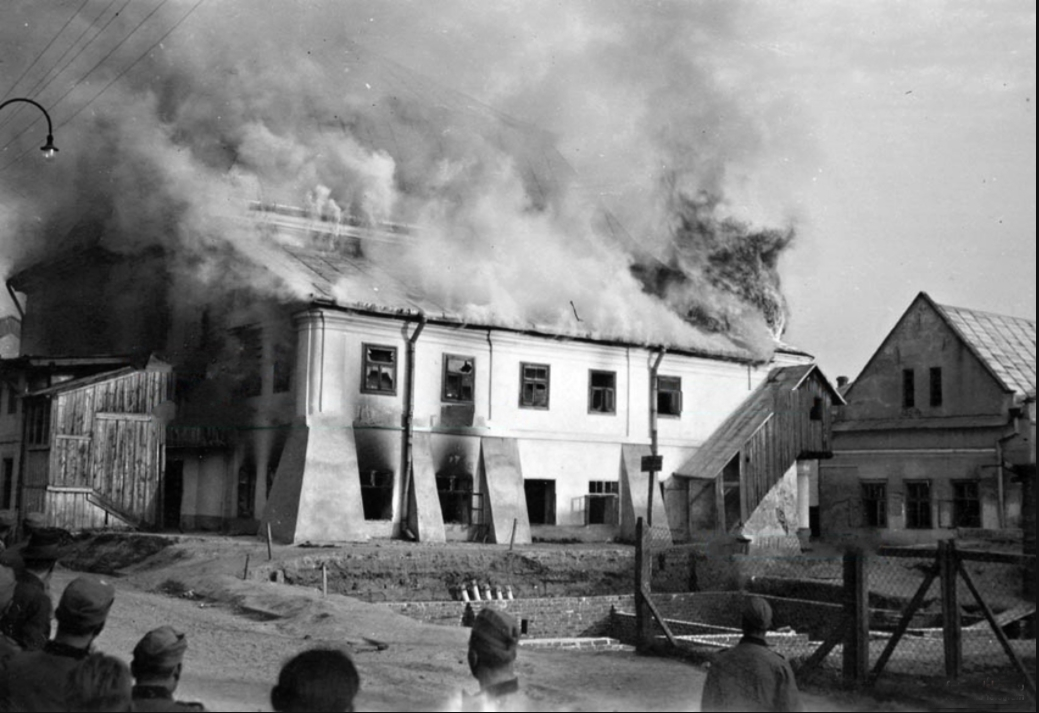
1939
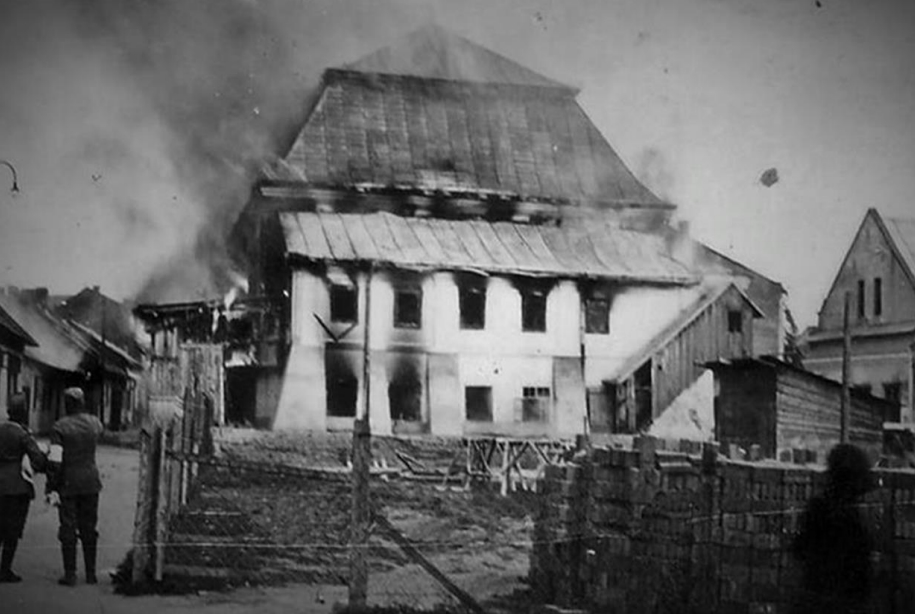
1939
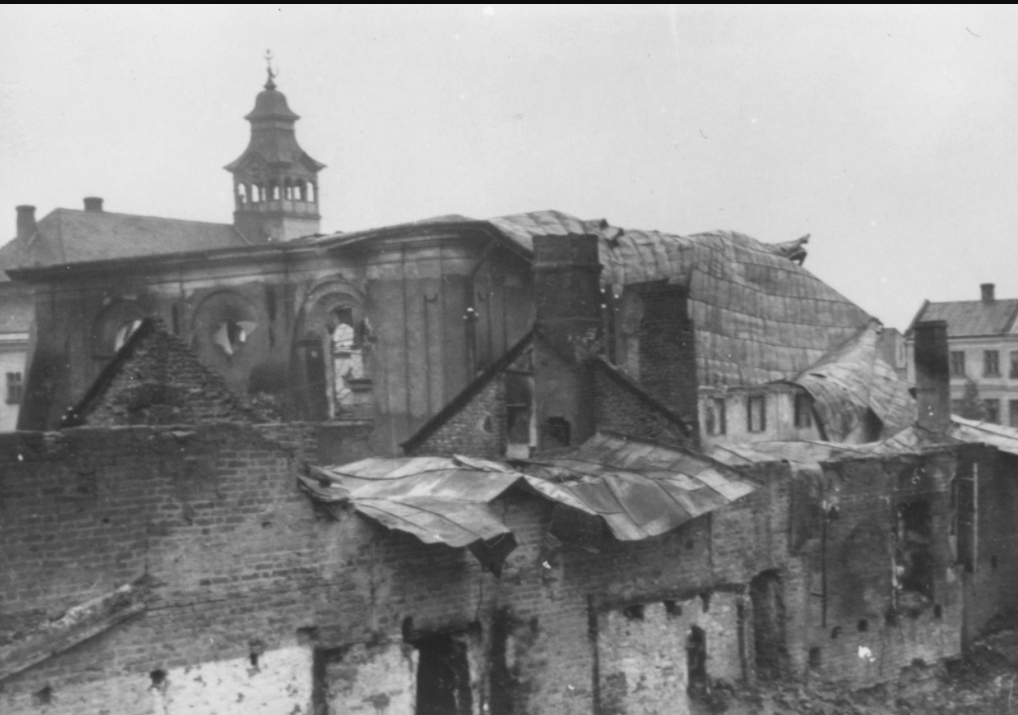
1939
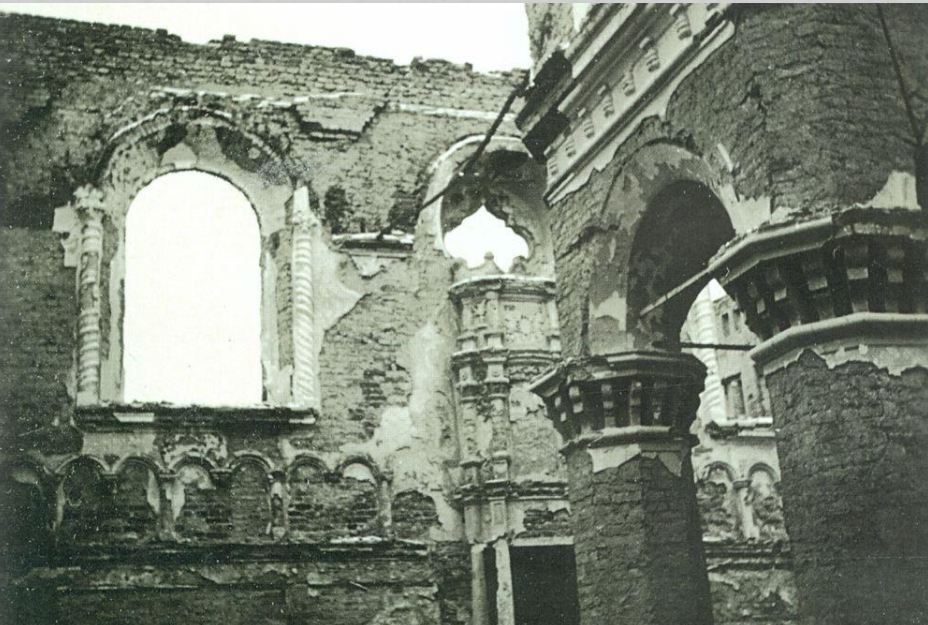
1940